# Јајчић
Јајчић је насеље у Србији у општини Љиг у Колубарском округу. Према попису из 2022. било је 341 становника.

## Демографија
У насељу Јајчић живи 331 пунолетни становник, а просечна старост становништва износи 43,5 година (42,6 код мушкараца и 44,5 код жена). У насељу има 126 домаћинстава, а просечан број чланова по домаћинству је 3,23.
Ово насеље је великим делом насељено Србима (према попису из 2002. године), а у последња три пописа, примећен је пад у броју становника.
|  |

| Демографија | Демографија | Демографија |
| Година      | Становника  | Становника  |
| ----------- | ----------- | ----------- |
| 1948.       | 646         |             |
| 1953.       | 631         |             |
| 1961.       | 624         |             |
| 1971.       | 573         |             |
| 1981.       | 535         |             |
| 1991.       | 488         | 448         |
| 2002.       | 407         | 448         |

| Етнички састав према попису из 2002.‍ | Етнички састав према попису из 2002.‍ | Етнички састав према попису из 2002.‍ | Етнички састав према попису из 2002.‍ | Етнички састав према попису из 2002.‍ |
| ------------------------------------ | ------------------------------------ | ------------------------------------ | ------------------------------------ | ------------------------------------ |
|                                      |                                      |                                      |                                      |                                      |
| Срби                                 | Срби                                 |                                      | 402                                  | 98,77%                               |
| Југословени                          | Југословени                          |                                      | 2                                    | 0,49%                                |
| Муслимани                            | Муслимани                            |                                      | 1                                    | 0,24%                                |
| непознато                            | непознато                            |                                      | 2                                    | 0,49%                                |

| Година пописа     | 1948. | 1953. | 1961. | 1971. | 1981. | 1991. | 2002. |
| ----------------- | ----- | ----- | ----- | ----- | ----- | ----- | ----- |
| Број домаћинстава | 132   | 130   | 147   | 137   | 139   | 136   | 126   |

| Број чланова      | 1  | 2  | 3  | 4  | 5  | 6  | 7 | 8 | 9 | 10 и више | Просек |
| ----------------- | -- | -- | -- | -- | -- | -- | - | - | - | --------- | ------ |
| Број домаћинстава | 27 | 33 | 18 | 14 | 13 | 11 | 8 | 1 | 1 | 0         | 3,23   |

| Пол    | Укупно | Неожењен/Неудата | Ожењен/Удата | Удовац/Удовица | Разведен/Разведена | Непознато |
| ------ | ------ | ---------------- | ------------ | -------------- | ------------------ | --------- |
| Мушки  | 175    | 44               | 111          | 15             | 5                  | 0         |
| Женски | 169    | 25               | 105          | 37             | 2                  | 0         |
| УКУПНО | 344    | 69               | 216          | 52             | 7                  | 0         |

| Пол    | Укупно                    | Пољопривреда, лов и шумарство | Рибарство                            | Вађење руде и камена | Прерађивачка индустрија       |
| ------ | ------------------------- | ----------------------------- | ------------------------------------ | -------------------- | ----------------------------- |
| Мушки  | 116                       | 73                            | 0                                    | 3                    | 8                             |
| Женски | 86                        | 71                            | 0                                    | 0                    | 3                             |
| УКУПНО | 202                       | 144                           | 0                                    | 3                    | 11                            |
| Пол    | Производња и снабдевање   | Грађевинарство                | Трговина                             | Хотели и ресторани   | Саобраћај, складиштење и везе |
| Мушки  | 2                         | 5                             | 0                                    | 2                    | 15                            |
| Женски | 0                         | 0                             | 4                                    | 0                    | 1                             |
| УКУПНО | 2                         | 5                             | 4                                    | 2                    | 16                            |
| Пол    | Финансијско посредовање   | Некретнине                    | Државна управа и одбрана             | Образовање           | Здравствени и социјални рад   |
| Мушки  | 0                         | 1                             | 2                                    | 1                    | 1                             |
| Женски | 0                         | 1                             | 1                                    | 4                    | 0                             |
| УКУПНО | 0                         | 2                             | 3                                    | 5                    | 1                             |
| Пол    | Остале услужне активности | Приватна домаћинства          | Екстериторијалне организације и тела | Непознато            | Непознато                     |
| Мушки  | 1                         | 0                             | 0                                    | 2                    | 2                             |
| Женски | 1                         | 0                             | 0                                    | 0                    | 0                             |
| УКУПНО | 2                         | 0                             | 0                                    | 2                    | 2                             |